# Ali Amini

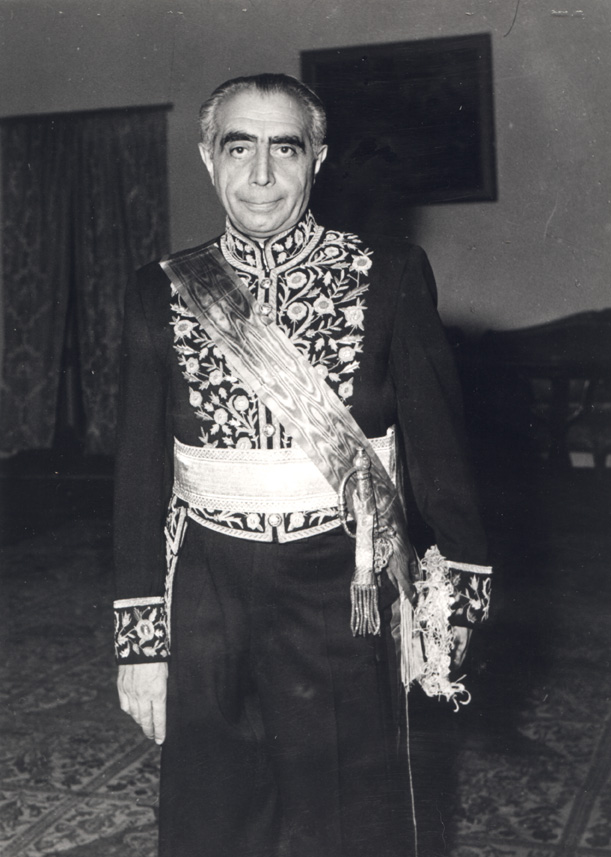
Ali Amini (1961)

Ali Amini luisterⓘ (1907-1992), was een Iraans premier van 5 mei 1961 tot 19 juli 1962. Dr. Ali Amini was de kleinzoon van sjah Mozaffar ad-Din Kadjar (1896-1907), de sjah die Iran zijn eerste grondwet gaf (1906). 
Amini was een intelligente man die opgroeide in een rijk milieu. Hij studeerde in het buitenland. Sjah Mohammed Reza Pahlavi vertrouwde Ali Amini niet vanwege zijn vriendschap met de Amerikaanse president John F. Kennedy en verving hem. Assadollah Alam, de vertrouweling van de sjah, volgde Amini op als premier.
- Bibliothèque nationale de France: cb107962069 (data)
- Gemeinsame Normdatei: 122804295
- International Standard Name Identifier: 0000 0000 5509 6098
- Library of Congress Control Number: n91004502
- Nationale Bibliotheek van Israël: 987007438615205171
- Système universitaire de documentation: 118956523
- Virtual International Authority File: 66459245
- WorldCat: E39PBJtMk9K7Tfm8vyhcBp7mBP